# Salamander (Küchengerät)

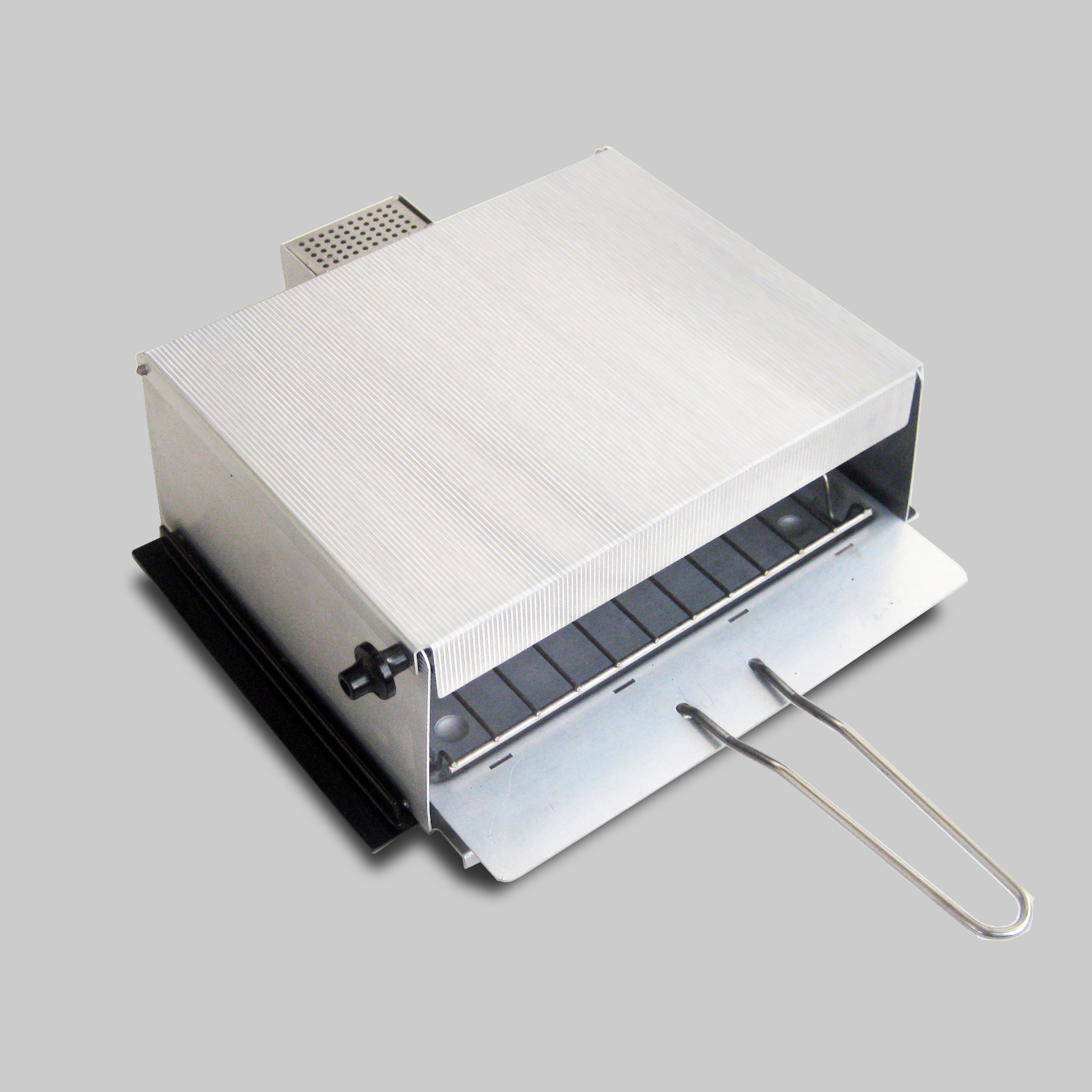
Flacher Ofen mit starker Oberhitze (Salamander)

Ein Salamander (von griechisch σαλάμβη salámbē ‚Loch, Öffnung, Rauchfang‘) ist ein Ofen mit starker Oberhitze. In Profiküchen – z. B. denen in der Gastronomie – dient er zum Gratinieren, Überbacken, Glasieren, Karamellisieren, aber auch zum kurzfristigen Warmhalten von Speisen. Er verfügt über einen höhenverstellbaren Auflagerost und in der elektrischen Variante über Infrarot- bzw. Halogenheizkörper. Des Weiteren sind Gas-Varianten verbreitet. Die im Vergleich zu anderen Öfen um ein Vielfaches stärkere Oberhitze ist regulierbar.
Im Salamander werden Speisen beispielsweise vor dem Servieren noch einmal kurz erhitzt, sie bekommen dabei oft einen schönen, appetitlichen Glanz. Stehen die Teller jedoch zu lange unter der Infrarotheizung, trocknet die Speise aus.
Ursprünglich war der Küchen-Salamander ein flaches Brenneisen, das im oder über dem Feuer glühend erhitzt wurde und dann je nach Bedarf kurz oder lang über die zu gratinierende Speise gehalten wurde.
Das Küchengerät verdankt seinen mythisch-zoologischen Namen nicht etwa einem Markennamen, sondern neben der historischen Form des Brenneisens auch der Assoziation von Salamandern mit Feuer und Hitze und der antiken Annahme, dass diese als eines der vier Elementarwesen auch im Feuer leben können.